# علي لبن
علي أحمد لبن وشهرته علي لبن، ولد في مركز قطور بمحافظة الغربية بمصر. وهو عضو سابق بـمجلس الشعب المصري لدورتين برلمانيتين متتاليتين (2000 - 2005) و (2005 - 2010) عن دائرة قطور وعضو الكتلة البرلمانية للإخوان المسلمين بمجلس الشعب. وكان يعمل موجها للمواد الفلسفية. ساهم في تأسيس الجمعية التربوية الإسلامية بالغربية والتي أنشأت وأدارت مدارس الجيل المسلم...كما قام بإنشاء مؤسسة النهضة والتي يتبعها (معهد الجيل الصالح الأزهري)
قام بتأسيس دور حضانة للأطفال في مركز قطور حيث قام بتطوير نظم تعليم وتربية الأطفال وفق مفاهيم تربوية إسلامية..

## العمل السياسي والعام
- شارك بالعديد من الأعمال الخيرية من خلال الجمعيات الأهلية.
- عضو مجلس الشعب للفصل التشريعي الثامن (2000- 2005).
- عضو مجلس الشعب للفصل التشريعي التاسع (2005- 2010).
- شارك في ثورة 25 يناير.

## أهم أعماله
شارك «علي لبن» في مجلس الشعب المصري لدورتين متتاليتين وكان له العديد من المقترحات مثل التقدم بمشروع قانون الأزهر. كما شارك في كشف حالات من الفساد مثل استيلاء أحد الوزراء على 140 فدانا بغير وجه حق.
له عدة مؤلفات تربوية منها: كتاب (الغزو الفكري للمناهج الدراسية) وتم نشره في 1992 م، وكتاب دعوة لانقاذ التعليم التطوير بين الحقيقة والتضليل بالاشتراك مع الأستاذ جمال عبد الهادي،  وكتاب (من مبادئ الإسلام - 3 أجزاء)، وكتاب تاريخ الدولة العثمانية (جزآن)، بالاشتراك مع وجمال عبد الهادي ووفاء محمد رفعت جمعة. كما أشرف على العديد من مدراس الإخوان من خلال جمعية التربية الإسلامية.

## وصلات خارجية
- إخوان أون لاين -برلمان 2005